# Pie and mash

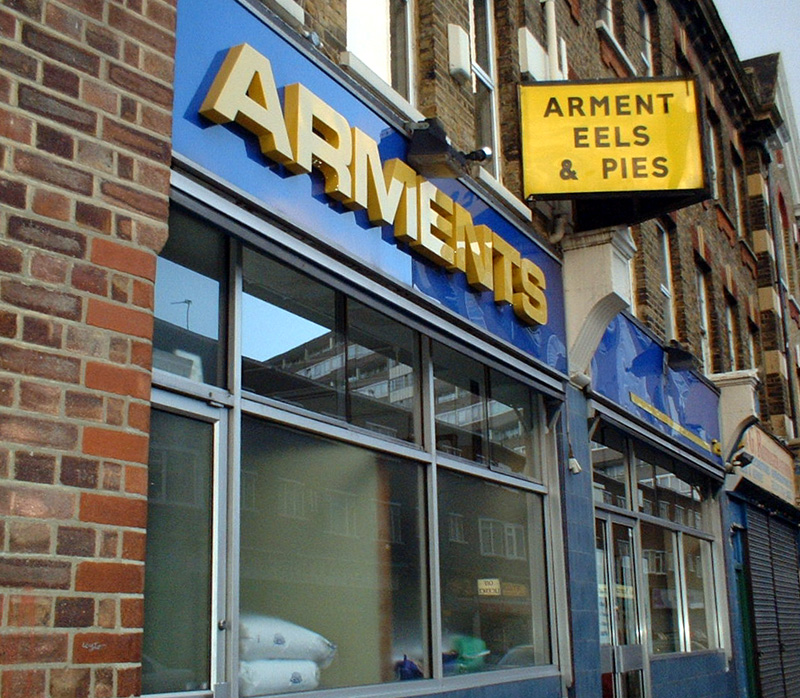
Un ristorante pie and mash a Walworth, a sud est di Londra.

Pie and mash è un tradizionale piatto londinese della classe operaia. Ristoranti che servono questo tipo di piatto sono presenti a Londra sin dal diciannovesimo secolo e sono ancora oggi molto comuni nelle zone meridionali ed orientali della città, in molte parti dell'Essex ed in alcuni luoghi all'estero, in particolare in Australia, dove esistono significative comunità di emigrati.
Il piatto principale consiste in un pasticcio (Pie) a base di carne e nel purè di patate (mash), comunemente servito su un lato del piatto insieme ad una salsa verde a base di prezzemolo, chiamata salsa al liquore o liquore (benché non sia affatto alcolica), tradizionalmente fatta con l'acqua dalla preparazione delle anguille in umido. Un'altra specialità servita nei ristoranti pie and mash è l'anguilla in gelatina, servita con un particolare aceto piccante.
I pasticci, i purè di patate e le anguille in umido sono tutti preparati sul posto. Le anguille in gelatina invece sono di solito precucinate.
Recentemente alcuni negozi pie and mash hanno iniziato ad offrire una selezione di menu a base di verdure, pollo e frutta.